# Horanie (rejon postawski)
Horanie – dawny zaścianek i wieś. Tereny, na których były położony, leżą obecnie na Białorusi, w obwodzie witebskim, w rejonie postawskim, w sielsowiecie Komaje.

## Historia
W czasach zaborów zaścianek i wieś w powiecie święciańskim, w guberni wileńskiej Imperium Rosyjskiego. W 1905 roku wieś liczyła 33 mieszkańców, 46 dziesięcin; zaścianek liczył 13 mieszkańców, 18 dziesięcin, własność Dowgiałłów.
Po I wojnie światowej pod administracją polską, w Zarządzie Cywilnym Ziem Wschodnich. W latach 1920–1922 w składzie Litwy Środkowej.
Od 11 kwietnia 1922 wieś leżała w Polsce, w województwie wileńskim, w powiecie święciańskim, od 1926 roku w powiecie postawskim, w gminie Kobylnik.
W 1931 w 8 domach zamieszkiwało 50 osób.